# Джаки Глийсън
Джон Хърбърт Глийсън (на английски: John Herbert Gleason) е американски актьор, музикант, телевизионен водещ и писател.

## Биография
Роден е на 26 февруари 1916 година в Бруклин, Ню Йорк, в ирландско семейство на застрахователен чиновник. Отгледан от майка си, след като баща му изоставя семейството, той не завършва училище и започва работа в различни театри, в киното и в телевизията. От 1952 до 1970 година води собствено популярно телевизионно предаване, участва в телевизионни сериали и кино филми, сред които „Играчът на билярд“ (The Hustler, 1961), за който е номиниран за „Оскар“ и „Златен глобус“ за поддържаща роля, „Смоуки и Бандита“ (Smokey and the Bandit, 1977), „Смоуки и Бандита II“ (Smokey and the Bandit II, 1980).
Джаки Глийсън умира от рак на 24 юни 1987 година в Лодърхил.

## Избрана филмография
- „Играчът на билярд“ (The Hustler, 1961)
- „Смоуки и Бандита“ (Smokey and the Bandit, 1977)
- „Смоуки и Бандита II“ (Smokey and the Bandit II, 1980)